# Friedrich Ludwig Eberhard von Esebeck

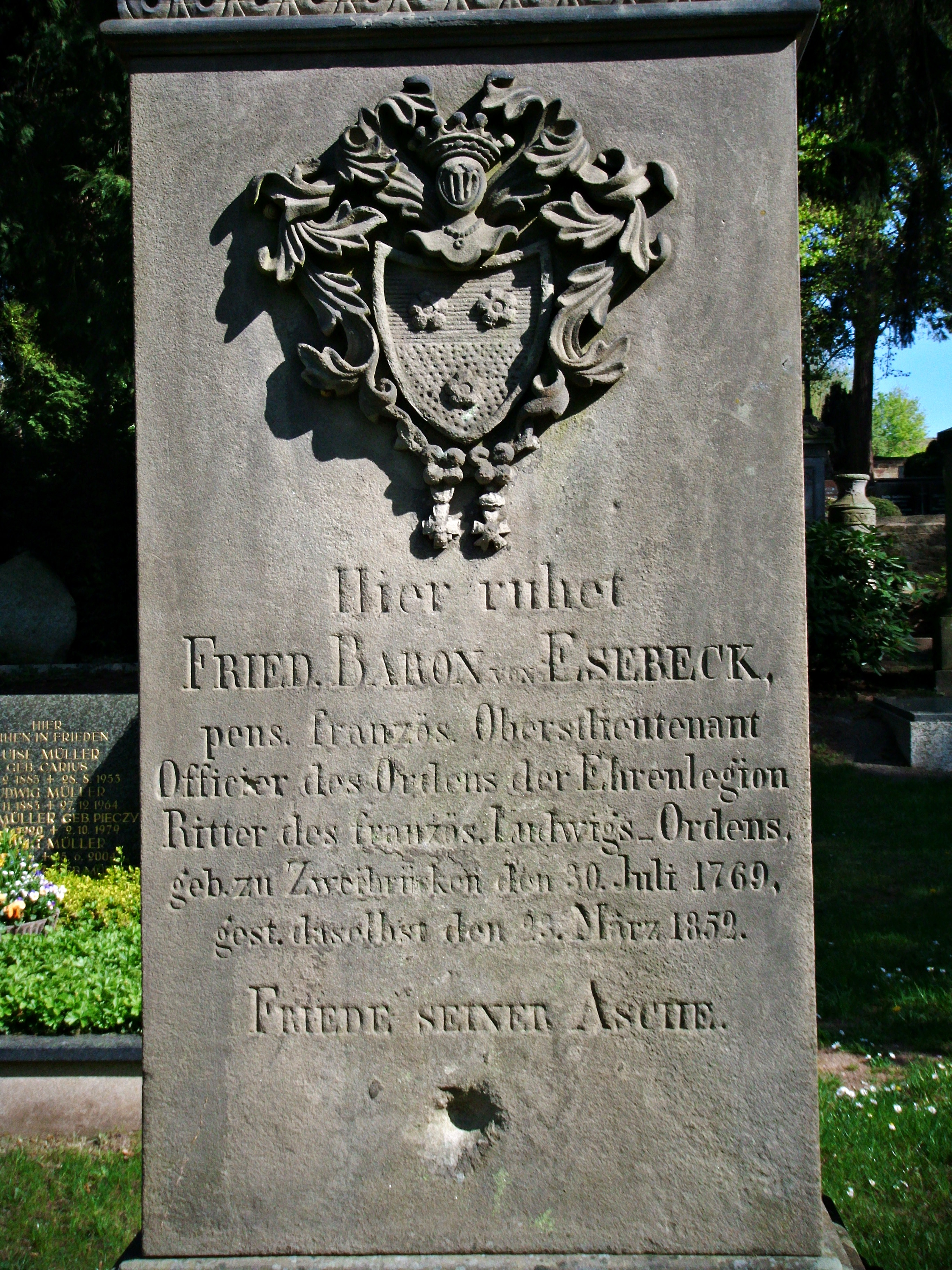
Grabinschrift mit Wappen

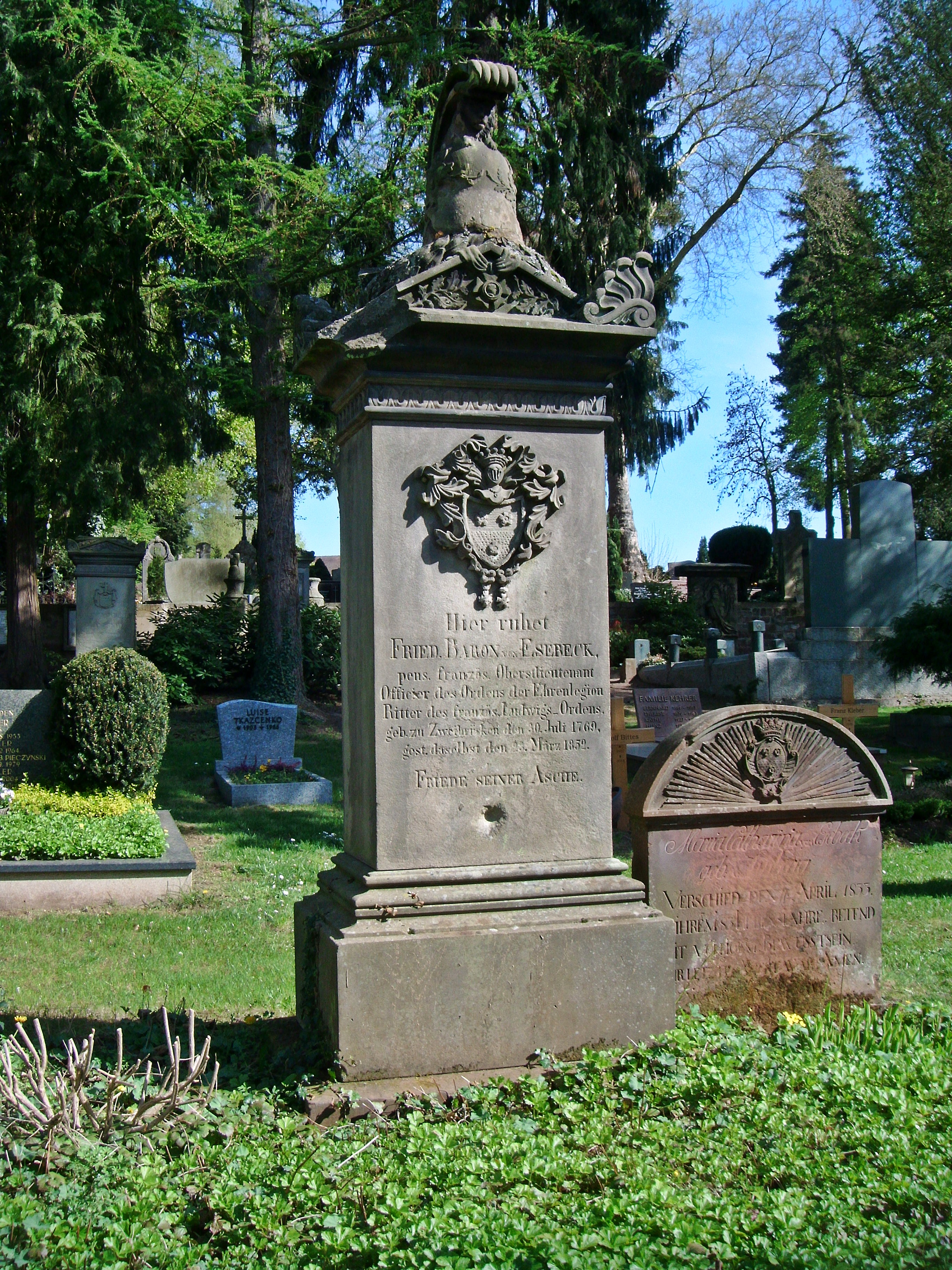
Grab auf dem Hauptfriedhof Zweibrücken, daneben der kleinere Grabstein der Mutter

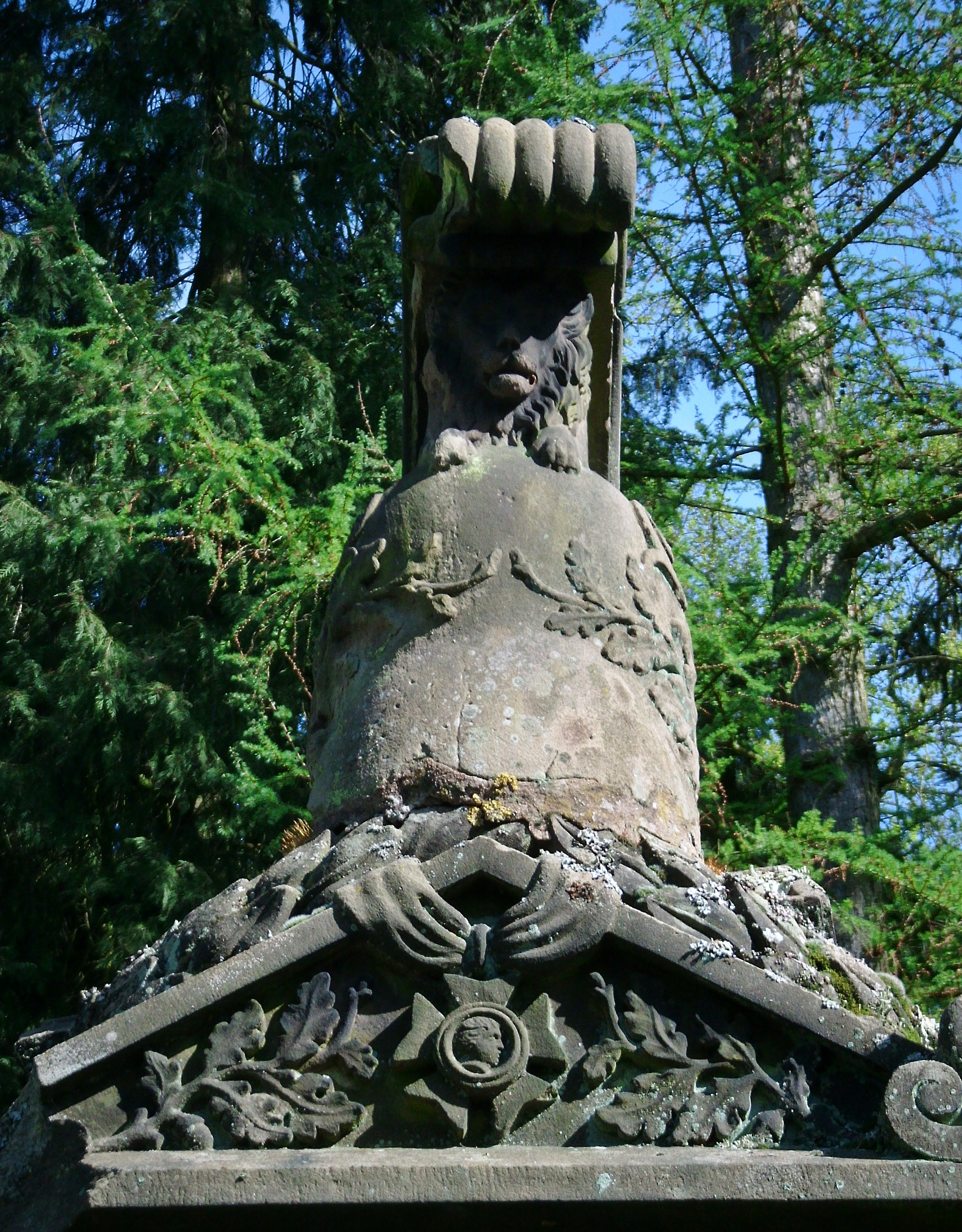
Bekrönung des Grabsteins mit Helm und Kreuz der Ehrenlegion

Freiherr Friedrich Ludwig Eberhard von Esebeck (* 30. Juli 1769 in Zweibrücken; † 23. März 1852 ebenda) war ein österreichischer und französischer Offizier.

## Leben

### Abstammung
Er entstammte dem alten norddeutschen Adelsgeschlecht von Esebeck und war der Sohn des französischen Maréchal de camp Eberhard von Esebeck (1740–1817) und dessen Gattin Catharina, geborene Girtanner von Luxburg († 1833). Der Onkel Johann Friedrich Ludwig Jordan von Esebeck (1741–1798) und der Großvater Johann Asmus von Esebeck (1711–1770) amtierten als pfalz-zweibrückische Minister.

### Militärkarriere
Esebeck trat 1783, mit 14 Jahren, in die Heeresdienste seiner Heimat Pfalz-Zweibrücken ein. 1789 bekleidete er hier schon den Rang eines Majors. Im Gefolge der französischen Revolution okkupierten die Franzosen das Gebiet und Esebeck floh, ebenso wie die Landesregierung.
Der junge Offizier wechselte in die Österreichische Armee und machte hier die Koalitionskriege gegen Frankreich mit. 1793 focht er bei Weißenburg und Mannheim, 1796 in der Schlacht bei Montenotte und 1805 als Husaren-Rittmeister bei Austerlitz. 1809 avancierte Esebeck als Major zum Generalstabschef des 2. Armeekorps. Während des Fünften Koalitionskrieges nahm er an den Schlachten von Eggmühl, Aspern und Wagram teil.
1811 verfügte Napoleon, dass alle Ausländer den Dienst in der österreichischen Armee quittieren mussten. Friedrich von Esebeck wurde 1812 in das französische Heer eingegliedert und 1814 als Franzose nationalisiert, da seine Heimat inzwischen Teil von Frankreich war. Er kämpfte 1813 auf dem italienischen Kriegsschauplatz. König Ludwig XVIII. ernannte Esebeck 1818, im Rang eines Oberstleutnants, zum Kommandeur der Festung Pfalzburg. 1821 suchte er um seinen Abschied nach, welcher ihm gewährt wurde.
Friedrich von Esebeck zog sich als Pensionär in seine Heimat Zweibrücken zurück, die zwischenzeitlich zum Königreich Bayern gehörte. 1818 hatte er die junge Engländerin Maria Anna Atwell-Smith (* 1800) geheiratet. Der Ehe entsprangen der Sohn Friedrich von Esebeck (* 1820), bayerischer Rittmeister und Marie von Esebeck (* 1818) verehelicht mit dem bayerischen Bezirksrichter Max Loe in Landau.
Esebeck starb 1852 in Zweibrücken und wurde auf dem Hauptfriedhof beigesetzt, wo sich sein klassizistischer Grabstein erhalten hat. Er war Offizier der französischen Ehrenlegion und Ritter des französischen Ludwigsordens. Sein Grabstein ist bekrönt mit einem französischen Kavalleriehelm und dem Kreuz der Ehrenlegion.